# 66 (số)
66 (sáu mươi sáu) là một số tự nhiên ngay sau 65 và ngay trước 67.